# Le Prince et le Pauvre (film, 1937)
Pour les articles homonymes, voir Le Prince et le Pauvre (homonymie).
Pour plus de détails, voir Fiche technique et Distribution.
Le Prince et le Pauvre (titre original : The Prince and the Pauper) est un film américain réalisé par William Keighley, sorti en 1937.

## Synopsis
À Londres, vers le milieu du XVIe siècle, le jeune Édouard, prince de Galles et fils d'Henri VIII, aimerait échapper à l'étiquette de la Cour et s'amuser au-dehors avec des enfants de son âge. Dans le même temps, Tom Canty, gamin pauvre des rues, rêve d'échapper à sa condition. Le destin fera se rencontrer les deux enfants qui s'échangeront leurs « rôles » respectifs… Non sans risques, car le comte d'Hertford complote contre le Trône : il tente de faire assassiner le prince à la faveur de son escapade et de prendre Tom, devenu Édouard, sous sa coupe. L'intervention d'un mercenaire, Miles Hendon, permettra de faire échouer cette conspiration.

## Fiche technique
- Titre : Le Prince et le Pauvre
- Titre original : The Prince and the Pauper
- Réalisateur : William Keighley
- Réalisateur : William Dieterle (non crédité)
- Scénario : Laird Doyle, d'après le roman Le Prince et le Pauvre de Mark Twain (dramatisé par Catherine Chisholm Cushing)
- Musique : Erich Wolfgang Korngold
- Photographie : Sol Polito, George Barnes (non crédité)
- Direction artistique : Robert Haas
- Costumes : Milo Anderson
- Montage : Ralph Dawson
- Producteurs : Robert Lord, Hal B. Wallis et Jack L. Warner, pour Warner Bros. (First National Pictures)
- Genre : Film d'aventure / Film historique
- Format : noir et blanc
- Durée :  118 minutes
- Dates de sorties :  États-Unis : 5 mai 1937 /  France : 5 novembre 1937

## Distribution
- Errol Flynn : Miles Hendon
- Claude Rains : le comte d'Hertford
- Henry Stephenson : le duc de Norfolk
- Barton MacLane : John Canty
- Billy Mauch : Tom Canty
- Bobby Mauch : Edward, prince de Galles
- Alan Hale : le capitaine de la Garde
- Montagu Love : Henri VIII
- Fritz Leiber : le père Andrew
- Eric Portman : le premier lord
- Lionel Pape : le deuxième lord
- Leonard Willey : le troisième lord
- Ivan Simpson : Clemens
- Robert Warwick : lord Warwick
- Harry Beresford : le veilleur
- Lionel Belmore : l’aubergiste
- Ian Maclaren : le deuxième docteur

Acteurs non crédités :
- Jimmy Aubrey : un vagabond
- Charles Coleman : un veilleur
- Carrie Daumery : une dame de la cour
- John George : un mendiant
- Frank Hagney : un mendiant